# Yellow Claw
Yellow Claw est un groupe de disc jockeys néerlandais originaire d'Amsterdam. Le groupe se composait originellement de Bizzey (Leo Roelandschap), Jim Aasgier (Jim Taihuttu) et Nizzle (Nils Rondhuis). Leur musique est un mélange d'une variété de genres qui incorpore le plus souvent des éléments sonores issus de trap, de hip-hop, de dubstep, de hardstyle et de moombahton,,. Leurs titres sont souvent reconnaissables à leur phrase mythique Yellow Mother Fucking Claw et par leur logo en forme de Peace non fermé renversé.

## Biographie
Yellow Claw gagne en popularité en 2010, après avoir lancé une soirée Yellow Claw Thursday dans l'un des nightclubs les plus populaires d'Amsterdam, le Jimmy Woo,. En 2012 et 2013, ils font paraître un nombre de singles à succès, qui atteignent les classements nationaux néerlandais et belges : Krokobil, Nooit meer slapen, Thunder et Last Night Ever,. Les vidéos de ces singles deviennent virales, et engendrent des millions de vues sur YouTube. À cette période, Yellow Claw joue dans la plupart des grands festivals néerlandais, comme le DirtyDutch Festival, Sneakerz Festival, Latin Village Festival et Solar Festival.
En 2013, Yellow Claw signe au label de Diplo, Mad Decent. Le 7 mars 2013, ils font paraître leur premier EP international Amsterdam Trap Music. En juin, ils jouent à Diplo and Friends sur BBC Radio 1 et en juillet au festival Tomorrowland.  Le 26 septembre 2013, ils font paraître leur second EP, intitulé Amsterdam Twerk Music avec des titres tel que Slow Down en collaboration avec DJ Snake ou encore Assets avec Tropkillaz. Le 1er novembre 2013, après avoir signé chez Spinnin' Records, le groupe fait paraître son premier single international Shotgun, avec la chanteuse locale Rochelle Perts. Le single atteint la 9e place aux Pays-Bas, et la 20e en Belgique. Traditionnellement, lors du drop de cette chanson, il n'est pas rare de voir les jeunes vider une bière cul-sec en la perçant (ce qu'on appel dans le jargon: un shotgun). Le 8 novembre 2013, Yellow Claw fait paraître un single en collaboration avec Flosstradamus, intitulé Pillz chez Fool's Gold Records et Ultra Records. Enfin, fin 2013, le trio réalise le single Psycho en collaboration avec Martin Garrix (sous le pseudonyme de GRX) et Cesqeaux. 2014 est riche pour Yellow Claw avec la sortie de nombreux EP et quelques singles. Le premier single est Lick Dat en coopération avec Mightyfools qui est aussi le premier titre de leur nouveau label Barong Family. Il s'ensuit alors la sortie de leur EP Amsterdam Trap Music Vol.2 le 22 juillet chez Mad Decent avec des titres tels que Techno (qui apparait également sur l'EP de Diplo) mais aussi la deuxième partie de Kaolo: Kaolo Pt.2. En août 2014, le groupe sort un son Trap en collaboration avec Yung Felix intitulé Daily Paper qui est suivi de DKNY qui caractérise bien le style de Yellow Claw. Ce single est suivi de la sortie de Legends le 14 octobre chez Dim Mak, EP réalisé en collaboration avec Cesqeaux. Enfin en novembre 2014 Yellow Claw produit le titre Till It Hurts, signé chez Spinnin' Records en featuring avec Ayden. Le single se classe 23e en Belgique et 5e aux Pays-Bas.
En 2015, le groupe annonce un album intitulé Blood For Mercy. Le duo participe également à l'album Focus de Laidback Luke. En juin 2016, Bizzey, le MC du groupe quitte Yellow Claw pour passer plus de temps avec ses proches. En 2017, le groupe publie son nouvel album, Los Amsterdam.

## Barong Family
En mai 2014, Yellow Claw inaugure son propre label appelé Barong Family, distribué par Spinnin Records. Le premier à signer est le groupe Mightyfools avec qui Yellow Claw réalise le premier titre du label Lick Dat. Depuis plusieurs artistes ont rejoint le label.  Ils ont sorti leur premier album commun le 13 août 2016 précédé d'un documentaire retraçant sa conception ainsi qu'une présentation des différents groupes. 

## Membres

### Membres actuels
- Jim Aasgier (Jim Taihuttu) - DJing, production[11]
- Nizzle (Nils Rondhuis) - DJing, production[12]

### Ancien membre
- Bizzey (Leonardo Roelandschap) – MC, production (2010–2016)[13]

## Discographie

### Singles
| Année                                                                        | Titre | Classements | Classements | Classements           | Classements | Album                           |
| Année                                                                        | Titre | NL 40       | NL 100      | BEL [réf. nécessaire] | US Dance    | Album                           |
| ---------------------------------------------------------------------------- | ----- | ----------- | ----------- | --------------------- | ----------- | ------------------------------- |
| Allermooiste Feestje (featuring Mr. Polska & Ronnie Flex)                    | 2012  | —           | —           | —                     | —           | Single à part                   |
| Krokobil (featuring Sjaak & Mr. Polksa)                                      | 2012  | 12          | 5           | 40                    | —           | Single à part                   |
| Nooit Meer Slapen (featuring Ronnie Flex, MocroManiac & Jebroer)             | 2012  | 38          | 31          | —                     | —           | Single à part                   |
| Kaolo                                                                        | 2013  | —           | —           | —                     | —           | Amsterdam Trap Music            |
| W.O.L.F                                                                      | 2013  | —           | —           | —                     | —           | Amsterdam Trap Music            |
| 4 In The Morning                                                             | 2013  | —           | —           | —                     | —           | Amsterdam Trap Music            |
| 21 Bad Bitches                                                               | 2013  | —           | —           | —                     | —           | Amsterdam Trap Music            |
| Thunder (avec The Opposites)                                                 | 2013  | 19          | 10          | 9                     | —           | Slapeloze Nachten               |
| Last Night Ever (avec LNY TNZ)                                               | 2013  | —           | 56          | 124                   | —           | Single à part                   |
| Dancefloor Champion (avec Yung Felix)                                        | 2013  | —           | —           | —                     | —           | Single à part                   |
| Shotgun (featuring Rochelle)                                                 | 2013  | 10          | 9           | 20                    | —           | Single à part                   |
| DJ Turn It Up                                                                | 2013  | —           | —           | —                     | —           | Amsterdam Twerk Music           |
| Assets (avec Tropkillaz featuring The Kemist)                                | 2013  | —           | —           | —                     | —           | Amsterdam Twerk Music           |
| P*$$YRICH (featuring Adje)                                                   | 2013  | —           | —           | —                     | —           | Amsterdam Twerk Music           |
| Slow Down (avec DJ Snake et Spanker)                                         | 2013  | —           | —           | —                     | —           | Amsterdam Twerk Music           |
| Lick Dat (avec Mightyfools)                                                  | 2014  | —           | —           | —                     | —           | Single à part                   |
| Legends (avec Cesqeaux featuring Kalibwoy)                                   | 2014  | —           | —           | —                     | —           | Single à part                   |
| Techno (avec Diplo & LNY TNZ featuring Waka Flocka Flame)                    | 2014  | —           | —           | —                     | —           | Amsterdam Trap Music, Vol. 2    |
| Dancehall Soldier (featuring Beenie Man)                                     | 2014  | —           | —           | —                     | —           | Amsterdam Trap Music, Vol. 2    |
| Kaolo, Pt. 2                                                                 | 2014  | —           | —           | —                     | —           | Amsterdam Trap Music, Vol. 2    |
| Never Dies (featuring Lil Eddie)                                             | 2014  | —           | —           | —                     | —           | Amsterdam Trap Music, Vol. 2    |
| Till It Hurts (featuring Ayden)                                              | 2014  | 7           | 5           | 23                    | 31          | Single à part                   |
| Run Away                                                                     | 2015  | —           | —           | 99                    | —           | Single à part                   |
| Wild Mustang (avec Cesqeaux featuring Becky G)                               | 2015  | —           | 64          | —                     | —           | Blood for Mercy                 |
| No Class (avec Mightyfools)                                                  | 2015  | —           | —           | —                     | —           | Single à part                   |
| Sin City                                                                     | 2015  | —           | —           | —                     | —           | Blood for Mercy                 |
| We Made It (featuring Lil' Eddie)                                            | 2015  | —           | —           | —                     | —           | Blood for Mercy                 |
| In My Room (avec DJ Mustard featuring Ty Dolla Sign & Tyga)                  | 2015  | —           | —           | 99                    | 12          | Blood for Mercy                 |
| Catch Me (avec Flux Pavilion featuring Naaz)                                 | 2016  | —           | —           | —                     | —           | Blood for Mercy                 |
| Invitation (featuring Yade Lauren)                                           | 2016  | —           | 82          | —                     | 37          | Los Amsterdam                   |
| Love & War (featuring Yade Lauren)                                           | 2016  | 32          | 38          | —                     | 43          | Los Amsterdam                   |
| Good Day (featuring DJ Snake & Elliphant)                                    | 2017  | —           | 100         | —                     | 40          | Los Amsterdam                   |
| Light Years (featuring Rochelle)                                             | 2017  | —           | —           | —                     | —           | Los Amsterdam                   |
| City on Lockdown (featuring Juicy J & Lil Debbie)                            | 2017  | —           | —           | —                     | —           | Los Amsterdam                   |
| Open (featuring Moksi & Jonna Fraser)                                        | 2017  | 32          | 68          | —                     | 39          | Los Amsterdam                   |
| Lit (avec Steve Aoki featuring Gucci Mane & T-Pain)                          | 2017  | —           | —           | —                     | 34          | Steve Aoki Presents Kolony      |
| New World (avec Krewella featuring Taylor Bennett)                           | 2017  | —           | —           | —                     | 29          | Single à part                   |
| Do You Like Bass? (avec Juyen Sebulba)                                       | 2017  | —           | —           | —                     | 34          | Single à part                   |
| Both of Us (featuring STOR-i)                                                | 2017  | —           | —           | —                     | 24          | New Blood                       |
| Loudest MF (featuring Bok Nero)                                              | 2018  | —           | —           | —                     | —           | Amsterdam Trap Music, Vol. 3    |
| Don't Stop (featuring Valentino Khan)                                        | 2018  | —           | —           | —                     | —           | Amsterdam Trap Music, Vol. 3    |
| Beastmode (featuring Stoltenhoff)                                            | 2018  | —           | —           | —                     | —           | Amsterdam Trap Music, Vol. 3    |
| Dog Off                                                                      | 2018  | —           | —           | —                     | —           | Amsterdam Trap Music, Vol. 3    |
| Villain (featuring Valentina)                                                | 2018  | —           | —           | —                     | —           | New Blood                       |
| Cry Wolf (avec DOLF featuring Sophie Simmons)                                | 2018  | —           | —           | —                     | —           | Single à part                   |
| Summertime (featuring San Holo)                                              | 2018  | —           | —           | —                     | 39          | New Blood                       |
| Crash this Party (featuring Tabitha Nauser)                                  | 2018  | —           | —           | —                     | —           | New Blood                       |
| Bittersweet (featuring Sofia Reyes)                                          | 2018  | —           | —           | —                     | —           | New Blood                       |
| Fake Chanel (featuring A$AP Ferg & Creek Boyz)                               | 2018  | —           | —           | —                     | —           | New Blood                       |
| To the Max (featuring Mc Kekel, Lil Debbie, Bok Nero & Mc Gustta)            | 2018  | —           | —           | —                     | —           | New Blood                       |
| Public Enemy (featuring DJ Snake)                                            | 2018  | —           | —           | —                     | —           | New Blood                       |
| Give It To Me (featuring Nonsense)                                           | 2019  | —           | —           | —                     | —           | Single à part                   |
| We Can Get High (featuring Galantis)                                         | 2019  | —           | —           | —                     | —           | Single à part                   |
| Get Up (featuring KIDDO)                                                     | 2019  | —           | —           | —                     | —           | Never Dies                      |
| Baila Conmigo (featuring Saweetie, INNA, Jenn Morel)                         | 2019  | —           | —           | —                     | —           | Never Dies                      |
| Let's Get Married (featuring Offset & Era Istrefi)                           | 2019  | —           | —           | —                     | —           | Never Dies                      |
| Amsterdamned                                                                 | 2019  | —           | —           | —                     | —           | Never Dies                      |
| El Terror (featuring Jon Z & Lil Toe)                                        | 2019  | —           | —           | —                     | —           | Never Dies                      |
| Take Me Back (featuring CORSAK & Julia Wu)                                   | 2020  | —           | —           | —                     | —           | Single à part                   |
| After It All                                                                 | 2020  | —           | —           | —                     | —           | Single à part                   |
| Rewind (featuring Krewella)                                                  | 2020  | —           | —           | —                     | —           | Single à part                   |
| Hush (featuring Weird Genius & Reikko)                                       | 2020  | —           | —           | —                     | —           | Single à part                   |
| Kiss You Lips (featuring Tokyo Ghetto Pussy)                                 | 2020  | —           | —           | —                     | —           | Single à part                   |
| I Want It (featuring Wiwek)                                                  | 2020  | —           | —           | —                     | —           | Single à part                   |
| End Like This (featuring Steve Aoki & RUNN)                                  | 2020  | —           | —           | —                     | —           | Single à part                   |
| Bassgod (featuring Juyen Sebulba, Sihk, Ramengvrl)                           | 2021  | —           | —           | —                     | —           | Single à part                   |
| DRXGS (featuring Sara Fajira)                                                | 2021  | —           | —           | —                     | —           | Single à part                   |
| Trust You (featuring €URO TRA$H, Psycho Boys Club, Bonnie Strange)           | 2021  | —           | —           | —                     | —           | Single à part                   |
| Ghetto Party (featuring €URO TRA$H, Adje)                                    | 2021  | —           | —           | —                     | —           | Single à part                   |
| Karate (featuring €URO TRA$H, Elvira T)                                      | 2021  | —           | —           | —                     | —           | Single à part                   |
| Alone Tonight (featuring €URO TRA$H, Ibranovski)                             | 2021  | —           | —           | —                     | —           | Single à part                   |
| Love & War (featuring Yade Lauren)                                           | 2021  | —           | —           | —                     | —           | Single à part                   |
| Trap Anthem                                                                  | 2021  | —           | —           | —                     | —           | The Black Delorean Project (EP) |
| Twitter (featuring Syaqish)                                                  | 2021  | —           | —           | —                     | —           | The Black Delorean Project (EP) |
| No Limit (featuring Dirty Audio, Bok Nero)                                   | 2021  | —           | —           | —                     | —           | The Black Delorean Project (EP) |
| So Hypnotic (featuring €URO TRA$H, Wax Motif, Bok Nero)                      | 2022  | —           | —           | —                     | —           | ¥€$                             |
| The Function (featuring €URO TRA$H, Sky Sky)                                 | 2022  | —           | —           | —                     | —           | ¥€$                             |
| 1F2F (featuring €URO TRA$H, OGAQUAFINA)                                      | 2022  | —           | —           | —                     | —           | ¥€$                             |
| B€NZ (featuring €URO TRA$H, Syaqish)                                         | 2022  | —           | —           | —                     | —           | ¥€$                             |
| Dipped In $ugar (featuring €URO TRA$H)                                       | 2022  | —           | —           | —                     | —           | ¥€$                             |
| Broke Bitch (featuring €URO TRA$H, Lil Asian Thiccie)                        | 2022  | —           | —           | —                     | —           | ¥€$                             |
| Party Animal (featuring Jerober, The Game)                                   | 2022  | —           | —           | —                     | —           | Single à part                   |
| Lonely (featuring Weird Genius, Novia Bachmid)                               | 2022  | —           | —           | —                     | —           | Single à part                   |
| No Tinder (featuring €URO TRA$H, Ramengvrl)                                  | 2023  | —           | —           | —                     | —           | ¥€$                             |
| Did You Really? (featuring Freja)                                            | 2023  | —           | —           | —                     | —           | Single à part                   |
| Hey Sensei (featuring SHACHI, $u$hi Girl)                                    | 2023  | —           | —           | —                     | —           | Single à part                   |
| Cold Like Snow (featuring Sorn)                                              | 2023  | —           | —           | —                     | —           | Single à part                   |
| Sex Drugs Energie                                                            | 2023  | —           | —           | —                     | —           | Single à part                   |
| "—" signifie que l'album n'est pas sorti ou ne s'est pas classé dans le pays |       |             |             |                       |             |                                 |